# Championnat de Finlande de football 1972
Navigation
Saison précédente Saison suivante
La saison 1972 du Championnat de Finlande de football était la 43e édition de la première division finlandaise à poule unique, la Mestaruussarja. Les douze meilleurs clubs du pays jouent les uns contre les autres à deux reprises durant la saison, à domicile et à l'extérieur. À la fin de la compétition, les 3 derniers du classement sont relégués et remplacés par les 3 meilleurs clubs d'Ykkonen, la deuxième division finlandaise.
C'est le champion en titre, le TPS Turku, qui termine une nouvelle fois en tête du classement final, avec un seul point d'avance sur le MP Mikkeli et 3 sur le Reipas Lahti, vainqueur de la Coupe de Finlande. C'est le 7e titre de champion du TPS Turku.

## Les 12 clubs participants
| - KPT Kuopio - Promu de Ykkonen - Kuusysi Lahti - KPV Kokkola - MP Mikkeli - TaPa Tampere - Promu de Ykkonen - VPS Vaasa | - HJK Helsinki - HIFK - Haka Valkeakoski - TPS Turku - KuPS Kuopio - Reipas Lahti |

## Compétition

### Classement
Le barème de points servant à établir le classement se décompose ainsi :
- Victoire : 2 points
- Match nul : 1 point
- Défaite : 0 point

| Rang | Équipe           | Pts | J  | G  | N | P  | Bp | Bc | Diff |
| ---- | ---------------- | --- | -- | -- | - | -- | -- | -- | ---- |
| 1    | TPS Turku T      | 31  | 22 | 15 | 1 | 6  | 44 | 19 | +25  |
| 2    | MP Mikkeli       | 30  | 22 | 11 | 8 | 3  | 42 | 22 | +20  |
| 3    | Reipas Lahti C   | 28  | 22 | 12 | 4 | 6  | 48 | 30 | +18  |
| 4    | KuPS Kuopio      | 26  | 22 | 12 | 2 | 8  | 37 | 31 | +6   |
| 5    | KPV Kokkola      | 25  | 22 | 9  | 7 | 6  | 35 | 31 | +4   |
| 6    | Kuusysi Lahti    | 25  | 22 | 10 | 5 | 7  | 39 | 39 | 0    |
| 7    | KPT Kuopio P     | 21  | 22 | 8  | 5 | 9  | 32 | 36 | -4   |
| 8    | TaPa Tampere P   | 21  | 22 | 8  | 5 | 9  | 27 | 33 | -6   |
| 9    | HJK Helsinki     | 21  | 22 | 10 | 1 | 11 | 24 | 32 | -8   |
| 10   | HIFK             | 17  | 22 | 7  | 3 | 12 | 39 | 44 | -5   |
| 11   | VPS Vaasa        | 14  | 22 | 4  | 6 | 12 | 20 | 36 | -16  |
| 12   | Haka Valkeakoski | 5   | 22 | 2  | 1 | 19 | 17 | 51 | -34  |

|  | Qualification pour la Coupe d'Europe des clubs champions 1973-1974                      |
|  | Qualification pour la Coupe des Coupes 1973-1974                                        |
|  | Qualification pour la Coupe UEFA 1973-1974                                              |
|  | Relégation en deuxième division                                                         |
|  | T Tenant du titre C Vainqueur de la Coupe de Finlande P Club promu de deuxième division |

## Bilan de la saison
| Championnat de Finlande de football 1972                  |                      |
| Champion                                                  | TPS Turku (7e titre) |
| Coupes et trophées                                        |                      |
| Vainqueur de la Coupe de Finlande 1972                    | Reipas Lahti         |
| Qualifications continentales                              |                      |
| Coupe d'Europe des clubs champions 1973-1974 Premier tour | TPS Turku            |
| Coupe des Coupes 1973-1974 Premier tour                   | Reipas Lahti         |
| Coupe UEFA 1973-1974 Premier tour                         | MP Mikkeli           |
| Promotions et relégations                                 |                      |
| Promus en Mestaruussarja                                  | IKissat Tampere      |
| Promus en Mestaruussarja                                  | OTP Oulu             |
| Promus en Mestaruussarja                                  | Ponnistus Helsinki   |
| Relégués en Ykkonen                                       | HIFK                 |
| Relégués en Ykkonen                                       | VPS Vaasa            |
| Relégués en Ykkonen                                       | Haka Valkeakoski     |